# Изотопный обмен
Изотопный обмен — процесс спонтанного перераспределения стабильных или радиоактивных изотопов какого-либо химического элемента между разными фазами системы. Ионный обмен может происходить:
- между агрегатными состояниями одного и того же вещества
- между частицами вещества (молекулами, ионами)
- внутри молекул

При этом сами вещества сохраняют элементарный состав, меняется только изотопный состав. Например:
{\displaystyle {\mathsf {^{14}NH_{4}^{+}+{}^{15}NH_{3}\rightleftarrows {}^{15}NH_{4}^{+}+{}^{14}NH_{3}}}}
{\displaystyle {\mathsf {^{1}H^{1}HO+{}^{2}H^{2}HO\rightleftarrows 2{}^{1}H^{2}HO}}}
Вследствие изотопного обмена в системе устанавливается равновесие с примерно равным распределением изотопов. Таким образом, изотопный обмен представляет собой химическую реакцию с нулевым тепловым эффектом, равной энергией активации для прямой и обратной реакций и отсутствием зависимости константы равновесия реакции от температуры. Однако в случае изотопов лёгких элементов вследствие изотопного эффекта константа равновесия реакции может отличаться от 1. Состояние системы, в которой изотопы распределены равномерно, соответствует максимальной энтропии системы.

## Механизм реакции
Механизм реакции изотопного обмена во многом определяет её скорость. Так, гомогенный изотопный обмен протекает по диссоциативному или ассоциативному механизму, по реакции электронного переноса либо переноса групп атомов:
{\displaystyle {\mathsf {AgBr+Na^{*}Br\rightleftarrows Ag^{+}+Br^{-}+Na^{+}+^{*}Br^{-}\rightleftarrows Ag^{*}Br+NaBr}}} - диссоциация AgBr и Na*Br в растворе
{\displaystyle {\mathsf {FeBr_{3}+^{*}Br_{2}\rightleftarrows FeBr_{2}+Br+^{*}Br_{2}\rightleftarrows Fe^{*}BrBr_{2}+Br_{2}}}} - диссоциация FeBr3
{\displaystyle {\mathsf {C_{2}H_{5}I+Na^{*}I\rightleftarrows Na[C_{2}H_{5}I^{*}I]\rightleftarrows C_{2}H_{5}^{*}I+NaI}}} - ассоциация C2H5I и NaI
{\displaystyle {\mathsf {Tl^{+}Cl+^{*}Tl^{3+}Cl_{3}\rightleftarrows Tl^{3+}Cl_{3}+^{*}TlCl}}} - окислительно-восстановительная реакция между ионами Tl+ и *Tl3+
{\displaystyle {\mathsf {CaCO_{3}+^{*}CO_{2}\rightleftarrows Ca^{*}CO_{3}+CO_{2}}}} - обмен группами атомов

## Кинетика реакции
Кинетическое уравнение реакции изотопного обмена как правило определяет степень протекания обмена:
{\displaystyle {\mathsf {F={\frac {(x_{t}-x_{0})}{(x_{\infty }-x_{0})}}}}}, где {\displaystyle {\mathsf {x_{0},x_{t},x_{\infty }}}} - концентрации обменивающегося изотопа в моменты времени 0, t и при равном распределении. Если же при t=0 x=0, то
{\displaystyle {\mathsf {F={\frac {x_{5}}{x_{\infty }}}}}}
Зависимость F от периода полуобмена {\displaystyle {\mathsf {\tau _{1/2}}}} определяется по формуле
{\displaystyle {\mathsf {-ln(1-F)={\frac {ln2}{\tau _{1/2}}}}}}
Это уравнение позволяет определить {\displaystyle {\mathsf {\tau _{1/2}}}} по экспериментальным данным F и найти константу скорости изотопного обмена.
Скорость реакции изотопного обмена второго порядка описывается уравнением 
{\displaystyle {\mathsf {k={\frac {ln2}{\tau _{1/2}}}[{\frac {1}{a+b}}]}}}, где a и b - молярные концентрации обменивающихся изотопами реагентов.
Из температурной зависимости скорости реакции определяется энергия активации реакции, из которой можно оценить прочность связи атомов, участвующих в реакциях ионного обмена.
В случаях реакций гетерогенного обмена изотопами их скорость зависит от скорости диффузии изотопов к поверхности обмена фаз и от скорости самого изотопного обмена. При интенсивном перемешивании твёрдой фазы с жидкой или газообразной скорость обмена изотопами определяется скоростью их диффузии в твёрдой фазе. 

## Применение
Реакции изотопного обмена используются при разделении изотопов, получении меченых изотопами соединений, а также при изучении строения молекул. На этой реакции основывается один из вариантов исследования низких давлений паров вещества. 